# الدوري البحريني الممتاز 1970–71
الدوري البحريني الممتاز 1970-1971 هي النسخة الخامسة عشر من الدوري البحريني الممتاز.

## نظرة عامة
توج المحرق باللقب.